# 不破弘樹
不破 弘樹（ふわ ひろき、1966年7月9日 - ）は、日本の陸上競技選手。ロサンゼルスオリンピック日本代表。群馬県沼田市出身。沼田市立西中学校、東京農業大学第二高等学校、法政大学卒業。

## 来歴
小学生時代から沼田市内の大会において、4年生から100ｍにおいて驚異的な14秒7という記録を樹立し、6年生の県大会において100ｍ12秒6で優勝。中学時代は野球部に所属していたが、中体連において中学男子としては異例の1年生で100ｍの県大会決勝に進んだ。1981年の関東大会男子100mで電気計時では中学生初の10秒台となる10秒95をマークし、10日後の第8回全日本中学選手権男子100mでは11秒00の大会新記録を樹立して優勝。更に、ジュニアオリンピック100mで自身の中学記録を10秒75まで伸ばした。追い風参考では10秒7を出していた。東京農業大学第二高等学校在学中に、名将鳥羽完治教諭の下で才能が開花。1982年、インターハイ100mで10秒52の日本高校新記録を樹立するも準優勝(優勝は10秒49の高校新をマークした米内聡)。1983年、インターハイで10秒46の高校新記録を樹立して優勝。200mでも21秒33の大会新記録を樹立した。翌1984年10秒34の日本タイ記録をマークし、その年のロサンゼルスオリンピックに出場。「高校生オリンピック選手」として話題となった。国体では追い風参考ながら10秒39をマークして優勝。高校卒業後、法政大学に進学する。1987年、東京国際ナイター陸上（後のスーパー陸上）で当時世界最速といわれたベン・ジョンソンとデッドヒートを繰り広げ、100m走で10秒33をマーク。19年ぶりの日本新記録を樹立した。1988年ソウルオリンピックは出場が有力視されながら落選。大学卒業後は大京陸上競技部に所属した。1992年バルセロナオリンピックも出場を逃し、引退した。引退後、大京を退社し、群馬県スポーツ振興協会に勤務。2006年より上武大学陸上競技部コーチに就任した。
2017年10月に行われる第48回衆議院議員総選挙に群馬県第4区から希望の党公認で立候補するも、自民党の福田達夫に敗れ落選。

## 自己ベスト
| 種目         | 記録   | 風速 | 年月日         | 場所   | 備考                    |
| ------------ | ------ | ---- | -------------- | ------ | ----------------------- |
| 100m         | 10秒32 | +0.9 | 1991年6月30日  | 前橋市 | 日本歴代6位（当時）     |
| 200m         | 20秒86 | +1.7 | 1991年10月16日 | 金沢市 | 日本歴代5位タイ（当時） |
| 4×100mリレー | 39秒31 |      | 1986年10月5日  | ソウル | 4走、日本記録（当時）   |

## 年次記録
太字は自己ベスト。記録は当時。順位は電気計時記録のみを対象とした。
|                      | 100m   | 風速 | 備考                    | 200m   | 風速 | 備考                    |
| -------------------- | ------ | ---- | ----------------------- | ------ | ---- | ----------------------- |
| 1976年 （小学4年）   | 14秒6  |      |                         |        |      |                         |
| 1977年 （小学5年）   | 13秒8  |      |                         |        |      |                         |
| 1978年 （小学6年）   | 12秒6  |      |                         |        |      |                         |
| 1979年 （中学1年）   | 11秒57 |      | 中1歴代最高             |        |      |                         |
| 1980年 （中学2年）   | 11秒19 | +0.8 | 中2歴代最高             |        |      |                         |
| 1981年 （中学3年）   | 10秒75 | +2.0 | 中学記録                | 22秒42 |      | 中学歴代2位             |
| 1982年 （高校1年）   | 10秒52 | +2.0 | 高1歴代最高 高校歴代2位 | 21秒70 | +0.1 | 高1歴代最高             |
| 1983年 （高校2年）   | 10秒46 | +1.2 | 高校記録                | 21秒25 | +1.2 | 高2歴代最高 高校歴代2位 |
| 1984年 （高校3年）   | 10秒34 | ±0.0 | 日本タイ記録            | 21秒37 | +0.9 |                         |
| 1985年 （大学1年）   | 10秒58 |      |                         |        |      |                         |
| 1986年 （大学2年）   | 10秒35 | ±0.0 | 学生記録                | 21秒12 | +0.1 |                         |
| 1987年 （大学3年）   | 10秒33 | ±0.0 | 日本記録                | 20秒88 | -0.3 | 日本歴代4位             |
| 1988年 （大学4年）   | 10秒42 | +1.5 |                         |        |      |                         |
| 1989年 （社会人1年） | 10秒36 | +1.8 |                         | 20秒98 | +1.4 |                         |
| 1990年 （社会人2年） | 10秒61 |      |                         |        |      |                         |
| 1991年 （社会人3年） | 10秒32 | +0.9 | 日本歴代6位             | 20秒86 | +1.7 | 日本歴代5位タイ         |
| 1992年 （社会人4年） | 10秒42 | +2.0 |                         | 20秒94 | +1.0 |                         |
| 1993年 （社会人5年） | 10秒56 |      |                         |        |      |                         |
| 1994年 （社会人6年） | 10秒51 |      |                         |        |      |                         |
| 1995年 （社会人7年） | 10秒49 | +1.2 |                         |        |      |                         |
| 1996年 （社会人8年） | 10秒54 | +1.7 |                         |        |      |                         |

## 主な競技歴
- ロサンゼルスオリンピック（1984年）
  - 100m 一次予選4着10秒56（+1.4）で二次予選に進出
  - 100m 二次予選6着10秒75（-1.4）で準決勝に進めず
  - 200m 一次予選5着21秒37（+0.9）で二次予選に進めず
  - 4×400mR 予選5着3分08秒16（3走）で準決勝に進出
  - 4×400mR 準決勝8着3分10秒73（3走）で決勝に進めず
- ソウル・アジア大会（1986年）
  - 100m 決勝2着10秒44で銀メダルを獲得
  - 4×100mR 決勝2着39秒31（4走、日本新）で銀メダルを獲得
- ザグレブ・ユニバーシアード（1987年）
  - 100m 一次予選1着10秒47（+0.7）で二次予選に進出
  - 100m 二次予選3着10秒44（+1.0）で準決勝に進出
  - 100m 準決勝5着10秒66（-1.1）で決勝に進めず
  - 4×100mR 予選1着39秒74（4走）で決勝に進出
  - 4×100mR 決勝3着39秒57（4走）で銅メダルを獲得
- ローマ世界陸上（1987年） 
  - 100m 一次予選4着10秒43（+1.6）で2次予選に進出
  - 100m 二次予選6着10秒38（+0.2）で準決勝に進めず（タイム順での準決勝進出に100分の1秒足らず）
  - 4×100mR 予選3着39秒49（4走）で準決勝に進出
  - 4×100mR 準決勝5着39秒71（4走）で決勝に進めず
- デュイスブルク・ユニバーシアード（1989年）
  - 100m 一次予選2着10秒57（+0.6）で二次予選に進出
  - 100m 二次予選2着10秒33（+2.9）で準決勝に進出
  - 100m 準決勝6着10秒69（-0.9）で決勝に進めず
  - 200m 一次予選4着21秒41（+0.2）で二次予選に進出
  - 200m 二次予選6着21秒16（+1.6）で準決勝に進めず
- クアラルンプール・アジア選手権（1991年）
  - 200m 決勝3着21秒00（-1.3）で銅メダルを獲得
  - 4×100mR 決勝3着39秒74（4走）で銅メダルを獲得

## トピックス
- 競泳の100m 平泳ぎ日本記録保持者だった不破央とははとこ
- 100m 日本記録保持者だった太田裕久は高校の1年先輩
- 映画「北京原人 Who are you?」に、北京原人と走って敗れる陸上選手役で出演している。